# Libythina cuvierii
Libythina cuvierii är en fjärilsart som beskrevs av Jean Baptiste Godart 1819. Libythina cuvierii ingår i släktet Libythina och familjen praktfjärilar. Inga underarter finns listade i Catalogue of Life.